# Eriococcus pallidus
Eriococcus pallidus är en insektsart som beskrevs av William Miles Maskell 1885. Eriococcus pallidus ingår i släktet Eriococcus och familjen filtsköldlöss. Inga underarter finns listade i Catalogue of Life.